# Бадак – Танджунг-Бату
Бадак – Танджунг-Бату – газопровід на сході індонезійського острова Калімантан.
У 1990-х роках для забезпечення міста Самаринда звели теплову електростанцію Танджунг-Бату. Певний час вона живилась за рахунок ресурсу із розташованих поруч газових родовищ, проте на тлі вичерпання їх запасів з середини 2010-х була вимушена перейти на використання більш витратних нафтопродуктів. Враховуючи це, у 2021-му ввели в дію газопровід довжиною 48 км та діаметром 400 мм із району Бадак, через який проходять великі обсяги блакитного палива, видобутого у прибережній зоні та на офшорних родовищах. Пропускна здатність трубопроводу становить 2,3 млн м3 на добу.
Подача на майданчик Танджунг-Бату достатнього ресурсу газу робить можливим реалізацію проекту зі спорудження тут нового парогазового блоку потужністю 295 МВт.